# Дитячий притулок Жіночого благодійного товариства, Одеса

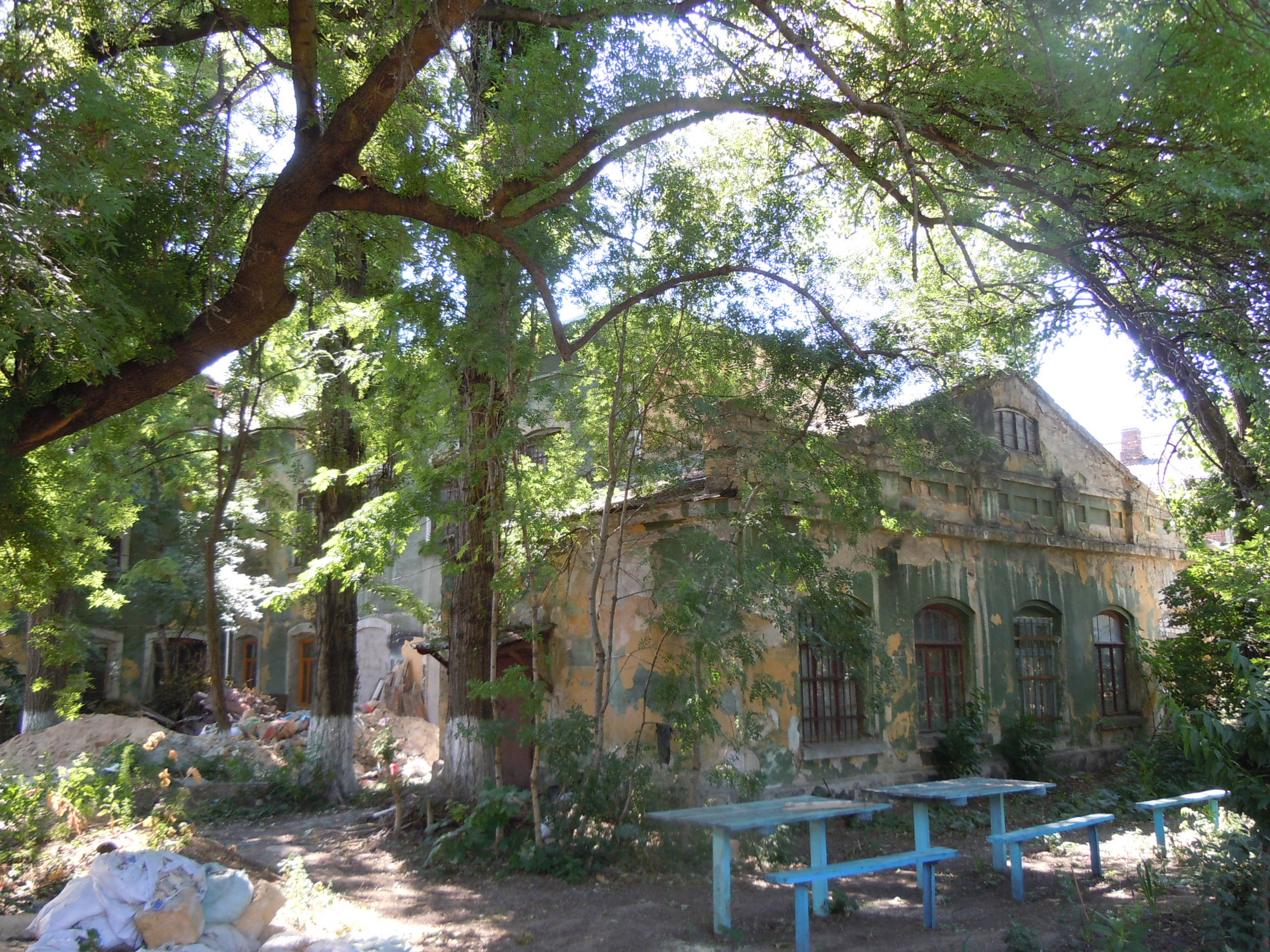
Сучасний вигляд будівлі притулку

Дитячий притулок Жіночого благодійного товариства — сиротинець, що діяв в Одесі з 1835 року. Був ліквідований у 1928 році.

## Діяльність Жіночого благодійного товариства

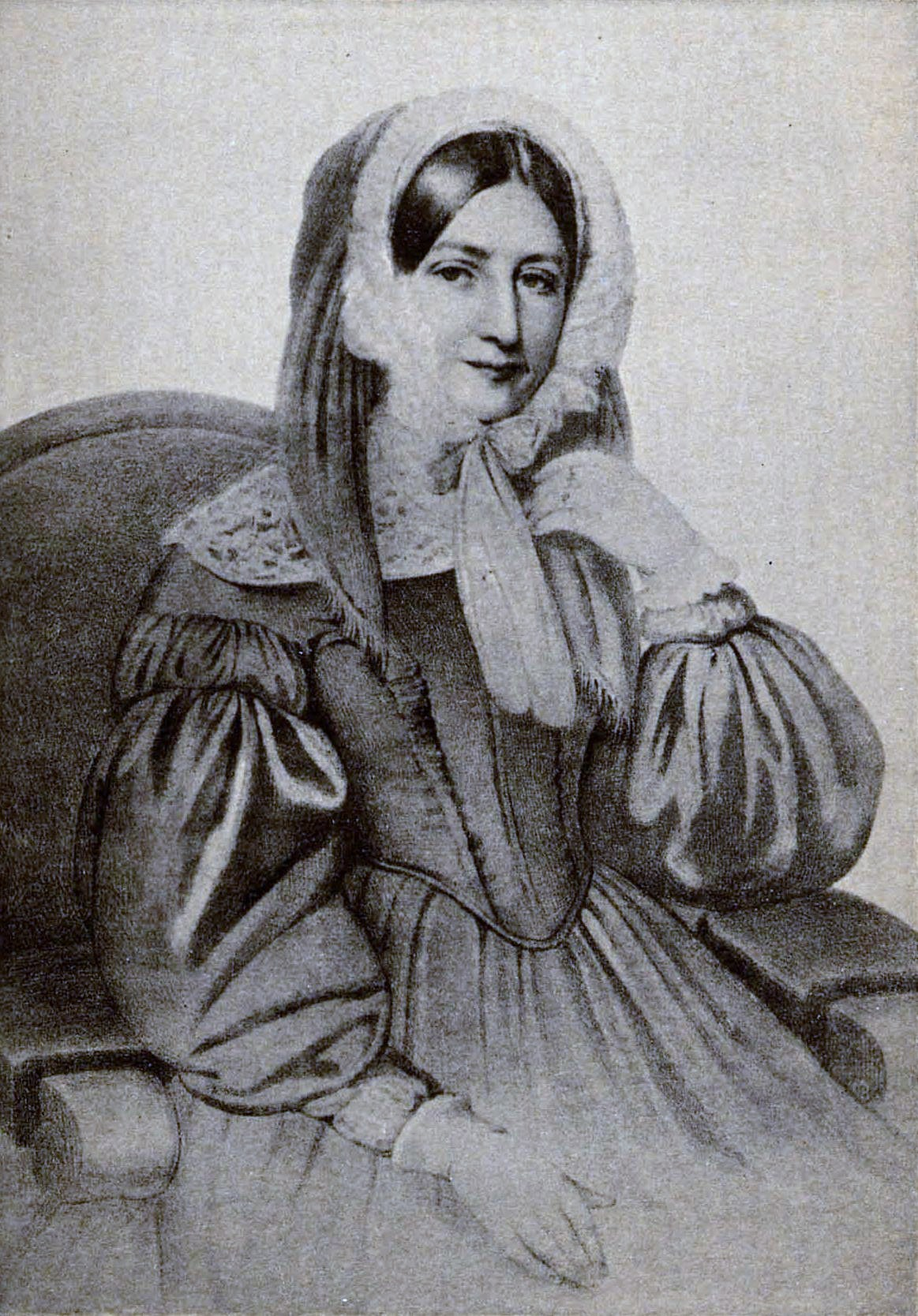
Роксандра Едлінг

У 1829 році в Одесі було створено Жіноче благодійне товариство. Засновниками товариства виступили княгиня Єлизавета Ксаверівна Воронцова і графиня Роксандра Едлінг (уроджена Стурдза). Головувала товариством протягом наступних 20-ти років безпосередньо княгиня Воронцова. Основною діяльністю товариство був догляд за хворою біднотою, особливо у часи голоду. Так у 1833 році були нагодовані та зігріті зусиллями товариства більш як 4300 осіб, було створено лікарню більш як на 40 ліжок. Товариство продавало хліб у власних крамницях втричі дешевше, ніж загалом у місті. У спеціальних будинках товариства доглядалося більш як 400 безпритульних дітей, які забезпечувались корисними заняттями. Більш як 400 людей були забезпечені роботою, що рятувало їх від голодної смерті.

## Створення притулку
Жіноче благодійне товариство володіла землями біля Чумної гори в межах вулиць Хуторської (тепер вул. Геннадія Афанасьєва), Сирітської (тепер вул. Складська) і Водопровідної, що за Старим цвинтарем. 25 березня 1835 року тут був створений перший у місті приватний сиротинець, який дістав згодом назву "Дім догляду за сиротами". Іншою назвою сиротянця був "Блоговіщенський притулок", від назви Церкви Благовіщення Пресвятої Богородиці, що була зведена при притулку. Сиротинець давав притулок не тільки дітям, але й пристарілим жінкам та жінкам-інвалідам.

## Церква Благовіщення Пресвятої Богородиці

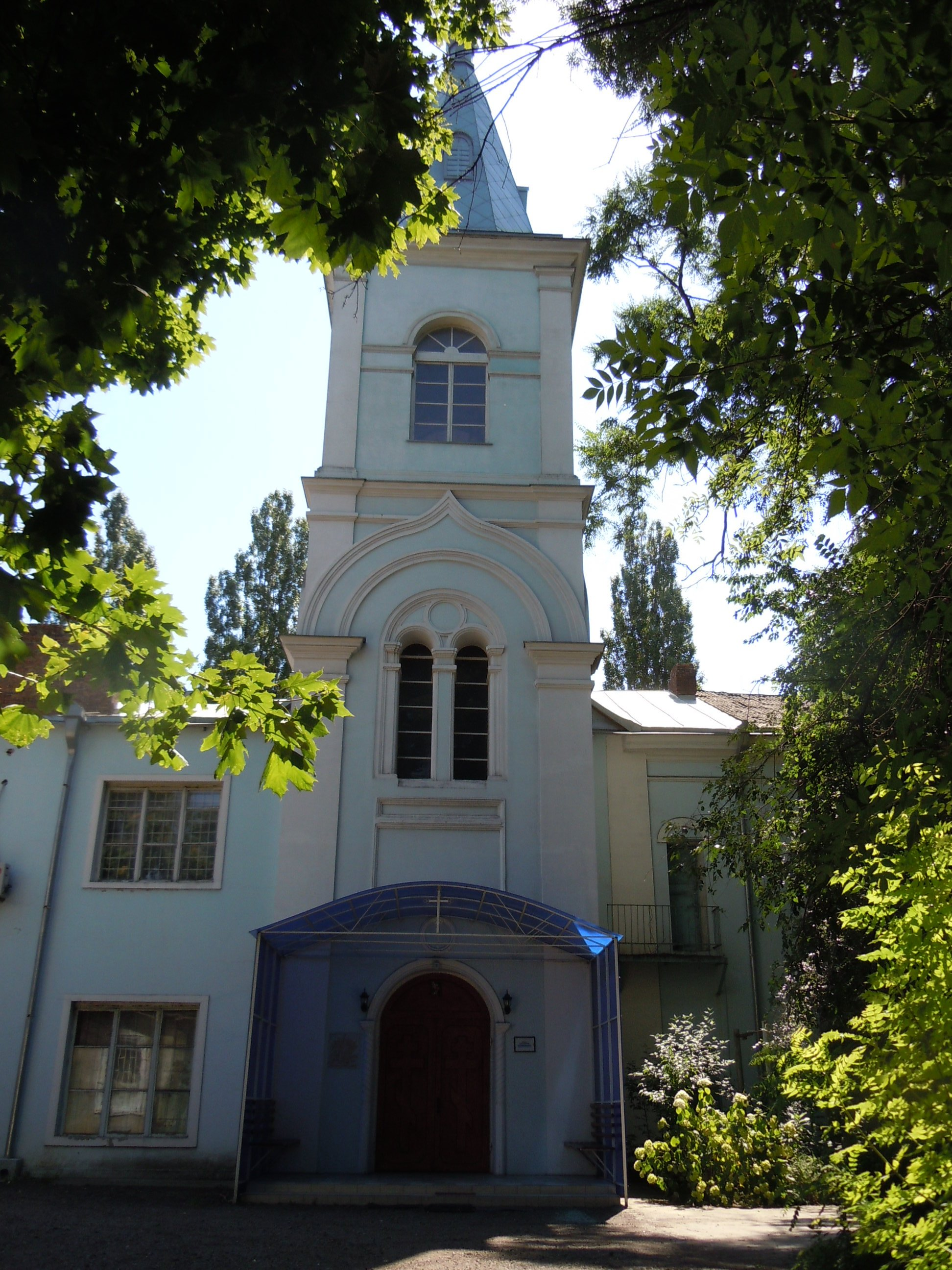
Сучасний вигляд церкви

Храм розташований у центрі будівлі притулку. Церква була освячена 25 березня 1841 року. Вона була зведена на кошти Жіночого товариства, а також мешканців поселення Воронцовки.
Будівля церкви має форму хреста із дзвіницею з одного боку і вівтарним овалом з іншого. У сусідніх із церквою чотирьох кімнатах мешкав священик, який одночасно був і законовчителем початкової школи сиротинця.

## Цвинтар притулку

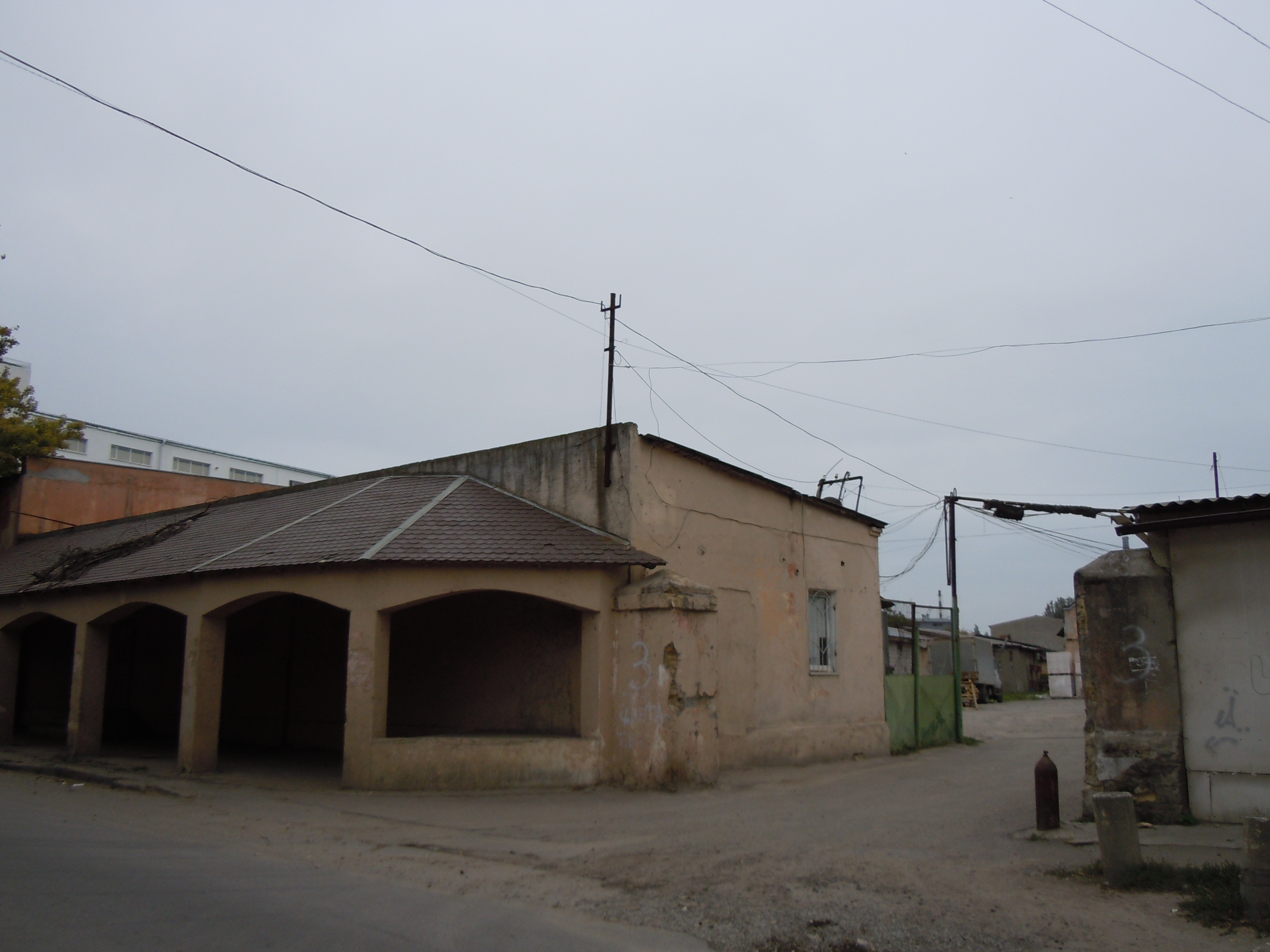
Місце, де раніше був розташований дитячій цвинтар

На території сиротинця існував дитячий цвинтар, який був розташований на перетині вулиць Хуторської та Сирітської. Тут наприкінці 19-го століття ховали померлих дітей з сиротинця, а також пристарілих.
Після ліквідації притулку у 1928 році постало питання і ліквідації дитячого цвинтаря. У 1930-х роках частина території кладовища була використана для споруди стадіону ДСО «Локомотив», який був розташований за адресою вул. Хуторська 3. Під час Другої світової війни на території стадіону був розташований табір для радянських військовополонених. Бранців, які гинули від хвороб та голоду, ховали безпосередньо тут. Крім того, у 1970 — 1980-х роках при розбудові тиру були віднайдені два ряди поховань, здійснених за результатами експертизи на межі 1920 — 1930-х років.